# Cerro de la Majadita
O Cerro de la Majadita é uma montanha da província de San Juan localizado no centro oeste da Argentina.
Sua altitude é de 6.280 msnm, pertence à Cordilheira dos Andes.